# Écomusée du fier monde
L'Écomusée du fier monde, fondé en 1980 et incorporé en 1982, est à la fois un musée d'histoire industrielle et ouvrière de Montréal, au Canada, et un musée citoyen. 
Reconnu et soutenu par le ministère de la Culture et des Communications du Québec et par le Conseil des arts de Montréal, l'écomusée met en valeur l'histoire et le patrimoine du Centre-Sud de Montréal. Microcosme de la révolution industrielle au Québec de la seconde moitié du XIXe siècle, ce quartier a été témoin des impacts de l’industrie sur le travail et sur les conditions de vie des familles ouvrières. 
Depuis 1995-1996, l'Écomusée du fier monde loge dans l'ancien bain public Généreux, un exemple de l'architecture art déco des années 1920 conçue par Jean-Omer Marchand,. Il est situé au 2050, rue Atateken, dans l'arrondissement Ville-Marie à Montréal.

## Mission et valeurs[3]

### Mission
En plus de mettre de l'avant les thématiques du travail et de l'engagement citoyen, l'Écomusée du fier monde cherche à développer une muséologie citoyenne par le biais d'activités et de pratiques muséales fondées sur l'éducation populaire et l'autonomisation. Par des partenariats avec des acteurs et des organismes de son milieu. l'Écomusée veut contribuer au développement de son territoire en mettant en valeur son patrimoine et sa culture. 

### Valeurs
L'Écomusée du fier monde s'inscrit dans la lignée de la philosophie écomuséale, développée entre autres par le muséologue et historien français, Hugues de Varine. Conséquemment, la pratique muséale de l'Écomusée est notamment axée sur l'éducation populaire, la démocratie culturelle, une attention particulière aux publics marginalisés et des partenariats égalitaires.

## Expositions

### Exposition permanente[4]
- À cœur de jour ! Grandeur et misère d'une quartier populaire est une exposition traitant des travailleurs de la classe populaire de Montréal.

### Expositions passées[5]
- Interloge : 45 ans d'innovations en habitation[6] (2022)
- Tranches d'histoire : pain et boulangeries à Montréal (2021-2022)
- Un homme, une vision, des musées - René Rivard et la nouvelle muséologie (2021-2022)
- Produits Familex : de l'usine à votre porte (2021)
- De Amherst à Atateken (2021)
- Déjouer la fatalité : Pauvreté, familles, institutions (2019-2020)
- Raconte-moi Centre-Sud (2019)
- Zilon et le Montréal Underground (2019)
- InterReconnaissance (2019) :  Une mémoire citoyenne se raconte est une exposition traitant des droits de la personne, en mettant de l'avant les témoignages d'individus s'impliquant ou étant touché par des situations de lutte pour leurs droits. L'exposition est itinérante, ayant été exposée au Musée du Bas-Saint-Laurent à Rivière-du-Loup, puis à l'Écomusée du fier monde, au Musée pop à Trois-Rivières et enfin au Musée de la mémoire vivante à Saint-Jean-Port-Joli[7].
- Nomades ou itinérants – Peuples en danger (2018)
- Nourrir le quartier, nourrir la ville (2018)

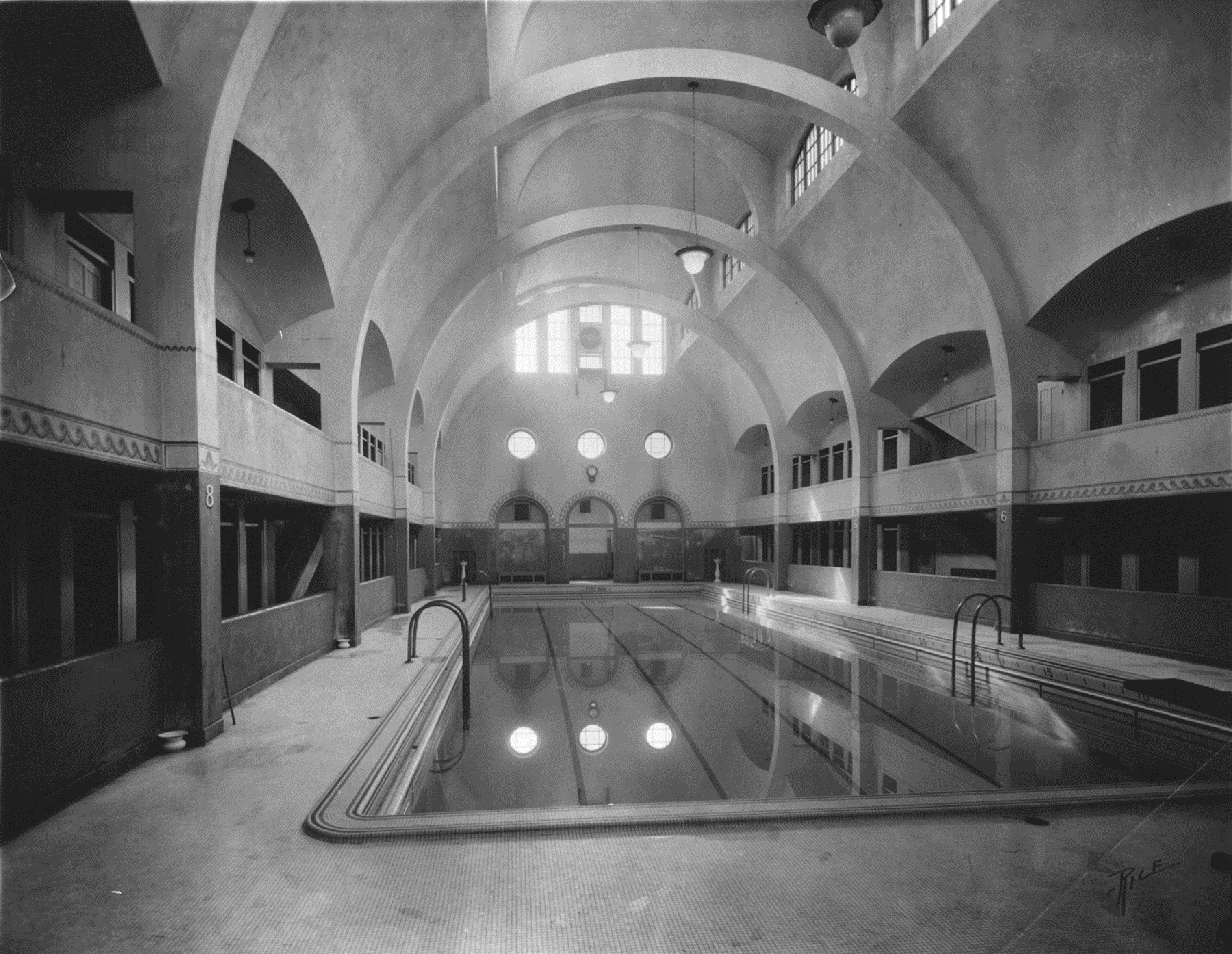
Bain Généreux, 1928
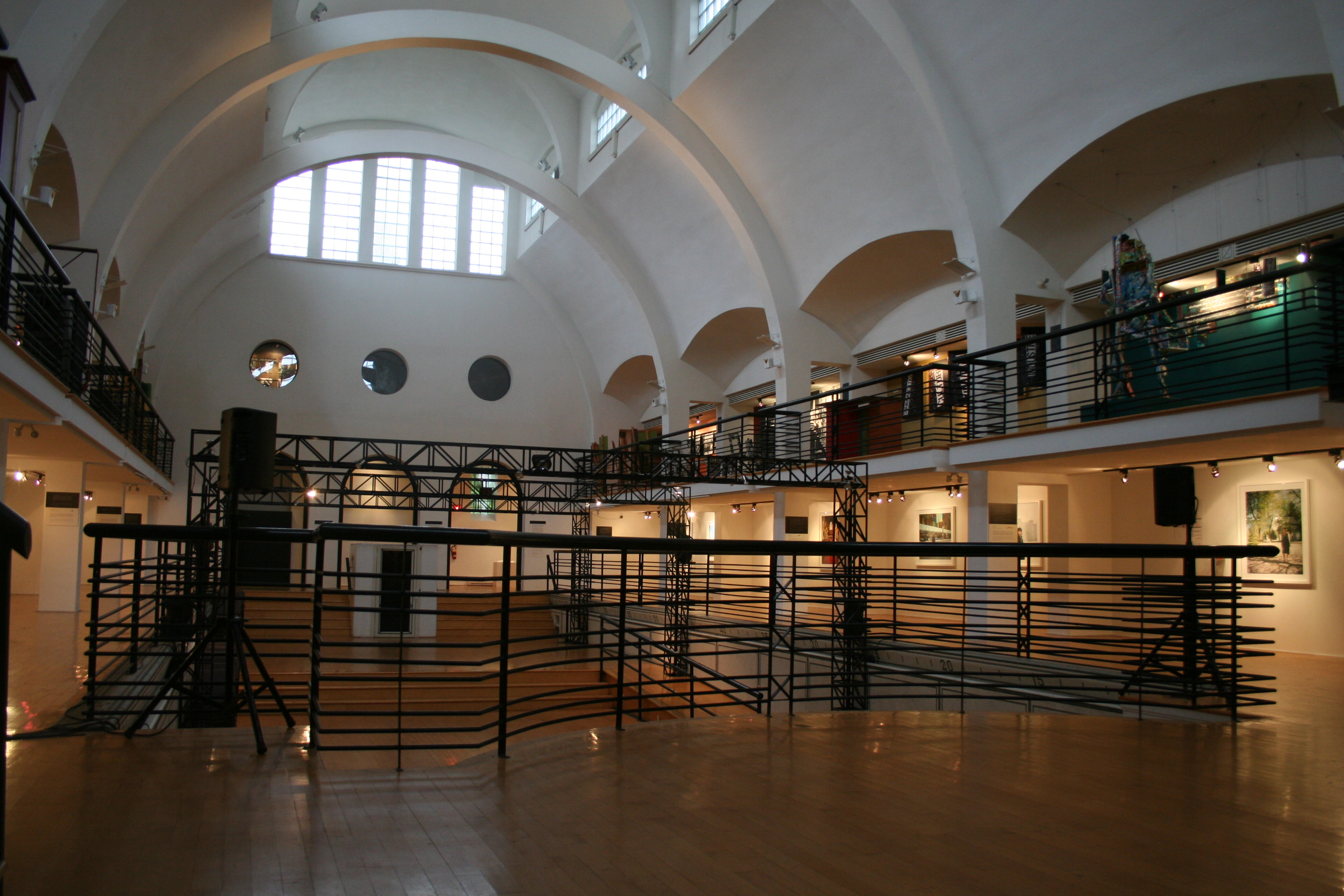
Écomusée, 2011
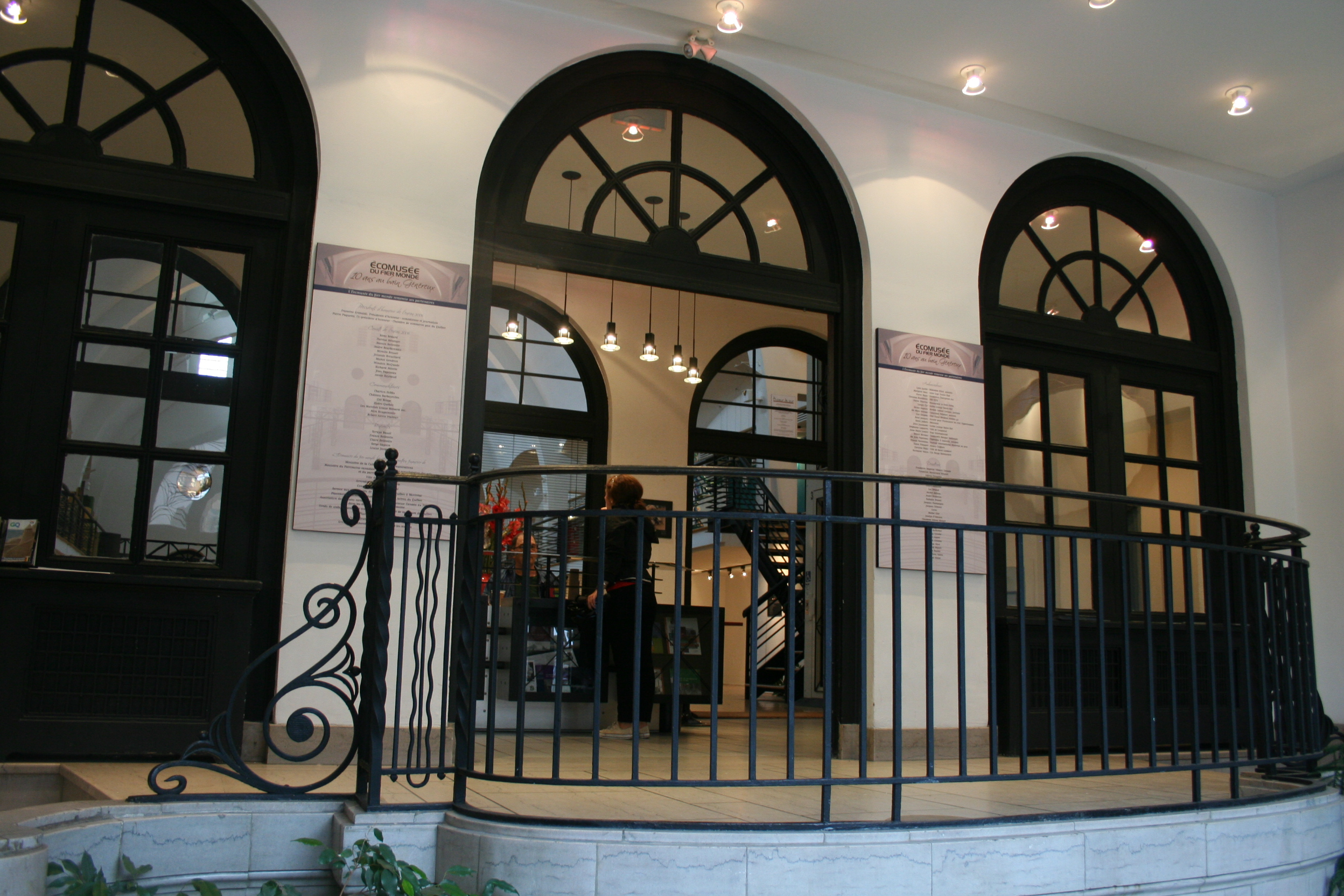

## Encan bénéfice[8]
L'Écomusée du fier monde organise chaque année, depuis 2001, un encan bénéfice. Sont mis aux enchères des œuvres d'art d'artistes québécois et canadiens.  Les profits sont remis à l'Écomusée, aux artistes et à des organismes du quartier. Lors de la tenue de l'encan, les œuvres font l'objet d'une exposition, Variations sur l'art d'ici. 